# Mrs Philarmonica
Mrs Philarmonica, levde 1715, var psedonym för en brittisk kompositör.
Hon utgav en samling på sex sonater för violinmusik, och sex divertimenti för violinmusik och harpomusik. Hennes kompositioner utgavs i samarbete med Richard Meares i London 1715. Hennes identitet och rätta namn är okänd och hon är därför känd under sin psedonym. 
Verk
1. Sonatas for two violins with violoncello obbligato and continuo (violone, harpsichord or organ) Vol I. Edited by Barbara Jackson (Clar-Nan Editions, 2002).
2. Sonatas for two violins with violoncello obbligato and continuo (violone, harpsichord or organ) Vol II. Edited by Barbara Jackson (Clar-Nan Editions, 2003).
3. Sonatas parte seconda: Divertimenti da Camera for 2 violins, violoncello or harpsichord (or organ). Vol. III. Edited by Barbara Jackson (Clar-Nan Editions, 2004).
4. Sonatas parte seconda: Divertimenti da Camera for 2 violins, violoncello or harpsichord (or organ). Vol IV. Edited by Barbara Jackson (Clar-Nan Editions Clar-Nan Editions, 2005).
5. Trio Sonata in A for 2 violins, violoncello, harpsichord (Louisville, KY: Editions Ars Femina, 2000) (Check worldcat.org for location or borrow from University of Michigan library.)